# (29463) Benjaminpeirce
(29463) Benjaminpeirce  es un asteroide perteneciente al cinturón de asteroides, descubierto el 2 de octubre de 1997 por Paul G. Comba desde el Observatorio de Prescott, en Arizona, Estados Unidos.

## Designación y nombre
Benjaminpeirce se designó inicialmente como 1997 TB.
Más adelante fue nombrado en honor al matemático estadounidense Benjamin Peirce (1809-1880).

## Características orbitales
Benjaminpeirce orbita a una distancia media del Sol de 2,6642 ua, pudiendo acercarse hasta 2,5069 ua y alejarse hasta 2,8214 ua. Tiene una excentricidad de 0,0590 y una inclinación orbital de 14,6088° grados. Emplea en completar una órbita alrededor del Sol 1588 días.

## Características físicas
Su magnitud absoluta es 14,8.